# GOLDEN☆BEST とんねるず 〜ビクター・イヤーズ・コンプリート
『GOLDEN☆BEST とんねるず 〜ビクター・イヤーズ・コンプリート』（ゴールデンベスト - ）は、とんねるずのベスト・アルバム。

## 概要
ゴールデン☆ベストシリーズの一つとしてリリース。
ビクター音楽産業所属時に発表した楽曲を、別バージョンを含む全曲収録。「Chadawa（セリフなし）」「雨の西麻布（コーラスなし）」の2曲は初CD化。

## 収録曲

### DISC1
1. 一気!
2. バハマ・サンセット
3. とんねるずのテーマ
4. ブリキのダンス
5. Chadawa
6. バハマ・サンセット（New Version）
7. Dog Night
8. 一気!（New Version）
9. 振り向けば自転車屋
10. 母子家庭のバラード
11. 銀河の交番
12. 青年の主張
13. 銀河の交番（Studio Version）
14. 雨の西麻布
15. 僕は鳥になりたい
16. Chadawa（セリフなし）
17. 一気!（Long Version）

### DISC2
1. 角田さんのテーマ 〜おうっ俺だよ〜
2. 天使の恥骨
3. Shikato
4. After Summer
5. 仏滅そだち 〜Who Am I〜
6. 青年の主張（New Version）
7. チェックのシャツでボンヨヨヨーン
8. フォーカスされたい
9. 18金の夜
10. 歌謡曲
11. 落ちて滑って不合格
12. 愛人タイトロープ
13. おひも
14. 眠らないジェネレーション
15. その前の歌謡曲
16. わらって下さい
17. 雨の西麻布（コーラスなし）
18. 雨の西麻布（Original Version）